# Östergötlands runinskrifter MÖLM1960;230
Runinskrift Ög MÖLM1960;230 är ristad på en runsten av ljusgrå granit, som nu står uppställd strax söder om kyrkotornet till Törnevalla kyrka i Törnevalla socken, Östergötland. Stenen är 4,2 m hög, 1,3 m bred och 0,4 m tjock. Runhöjden är 12 cm. Den hittades 1960 i kyrkotornet.

## Inskriften
Translitterering av runraden:
...---a : oliʀ : ristu : stin : þins- : (i)f(t)iʀ · (t)rik · (a)ukis : sun : kilta : sin :
Normalisering till äldre fornsvenska:
... Alveʀ/Ølveʀ ræistu stæin þenns[a] æftiʀ Dræng, Øygæiʀs(?) sun, gilda sinn.
Översättning till nusvenska:
... Alver reste denna sten efter Dräng, Ödgers (?) son, sin gillebroder.

## Bilder

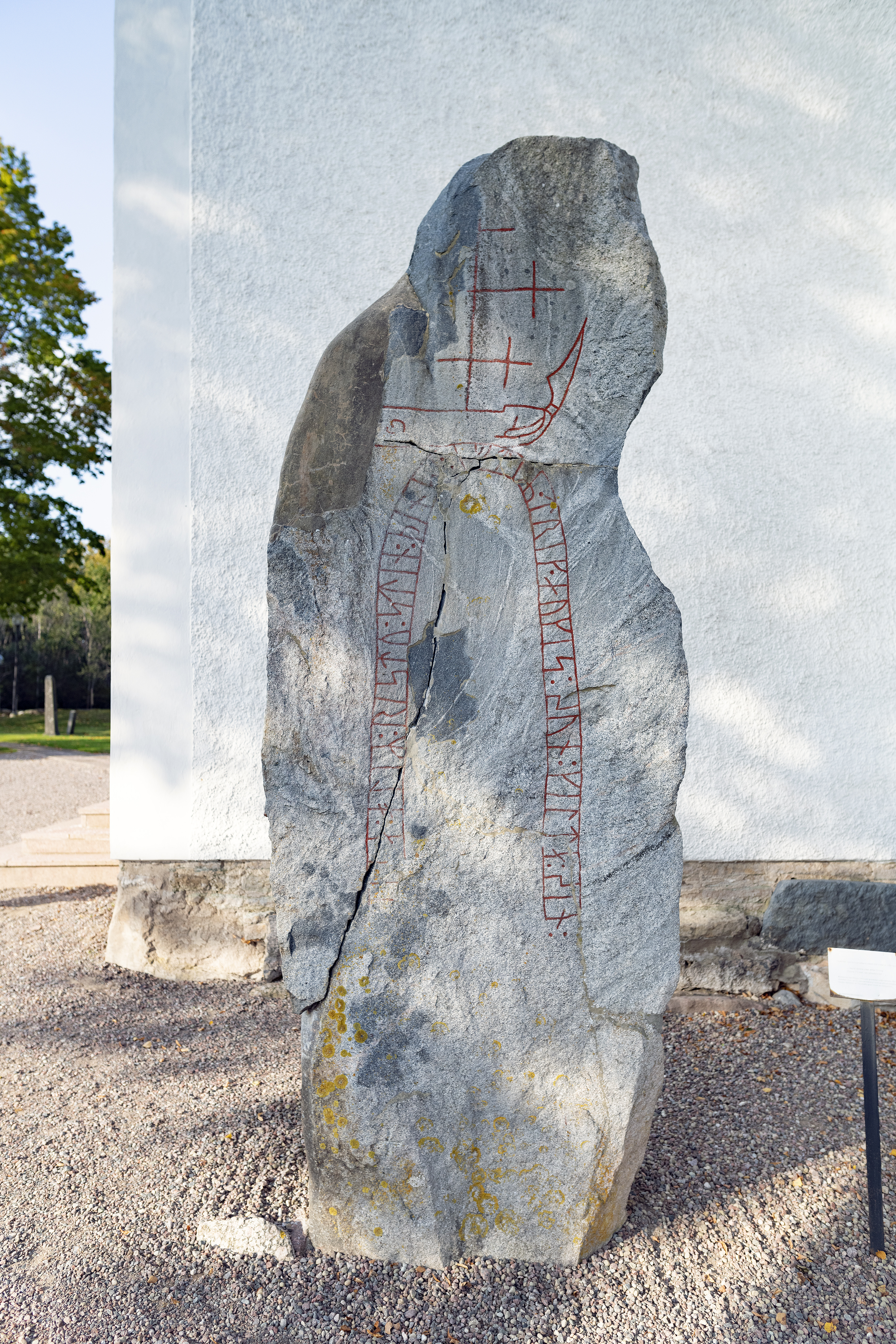
MÖLM1960;230 vid Törnevalla_kyrka år 2020
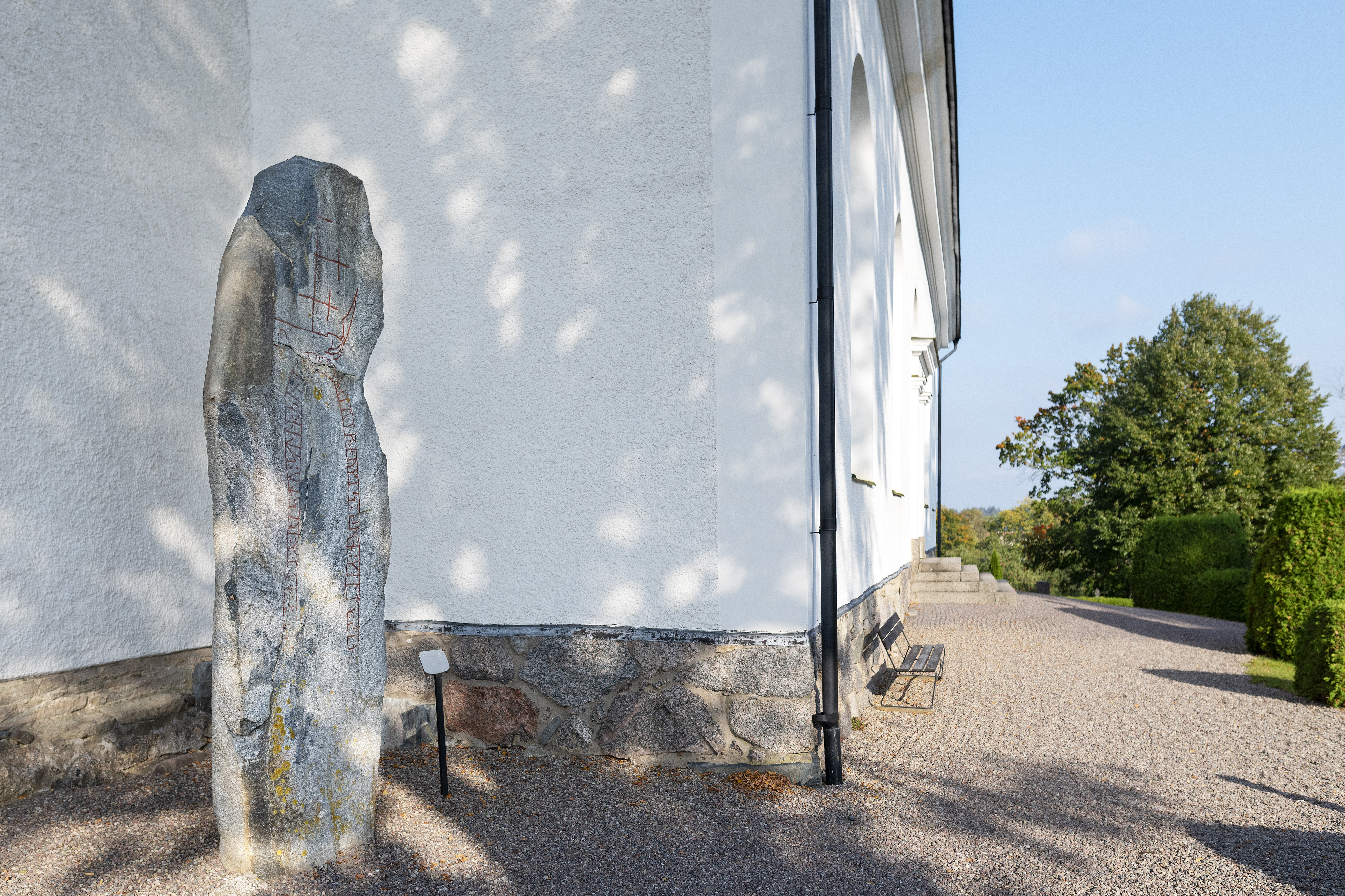
MÖLM1960;230 vid Törnevalla_kyrka år 2020
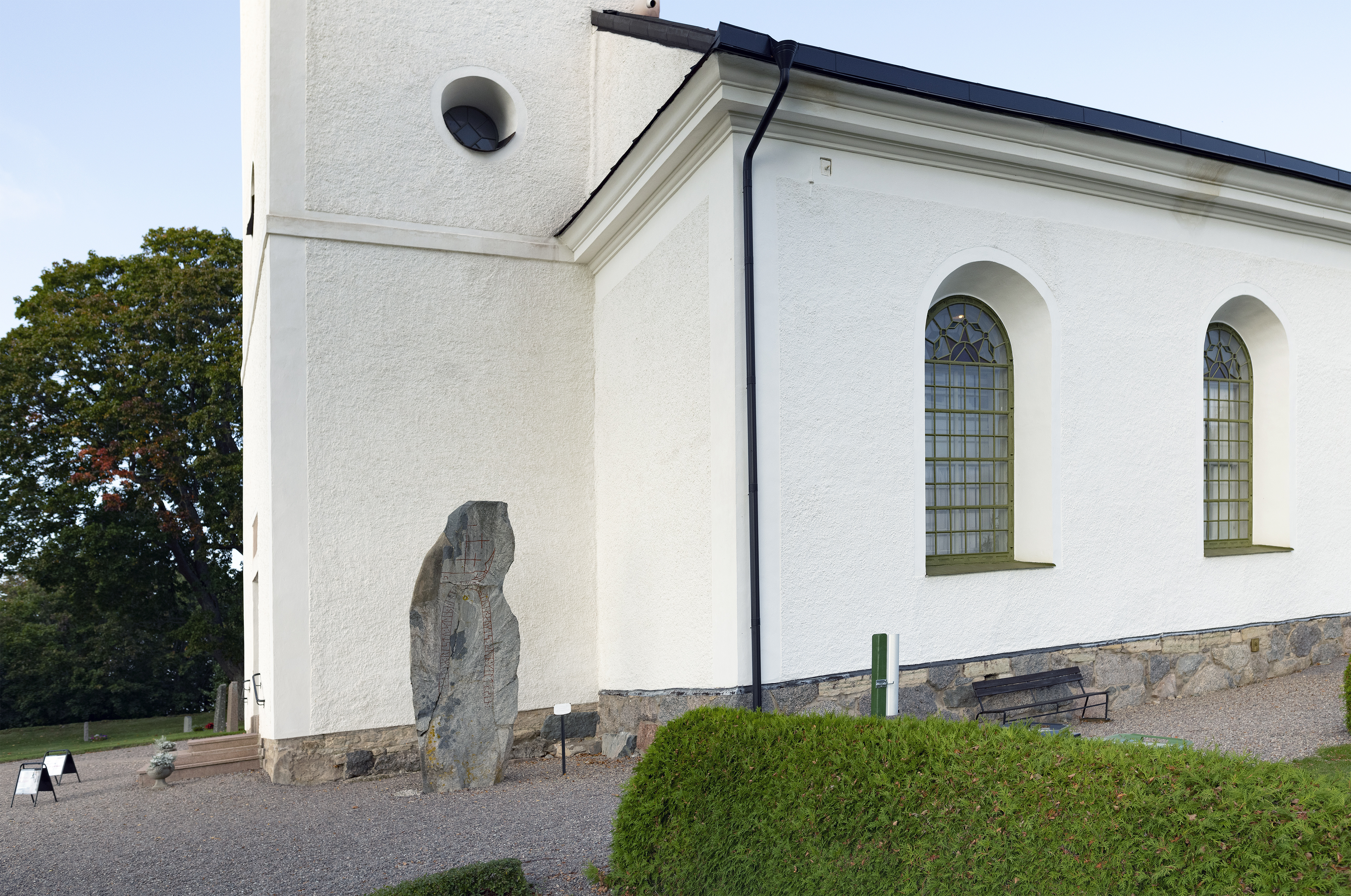
MÖLM1960;230 vid Törnevalla_kyrka år 2020